# ساتو نوبوهيرو
ساتو نوبوهيرو (باليابانية: 佐藤信淵؛ بالكانا: さとう のぶひろ) هو لغوي وعالم سياسة واقتصادي ياباني، ولد في 18 يوليو 1769 في مقاطعة أوغاتشي ‏ في اليابان، وتوفي في 17 فبراير 1850.

## وصلات خارجية
- ساتو نوبوهيرو على موقع الموسوعة البريطانية (الإنجليزية)